# SpaceX CRS-4
SpaceX CRS-4，也称为SpX-4，是国际空间站的商业再补给服务飞船，其于2014年9月21日发射并于2014年9月23日抵达空间站。这是第六次 SpaceX的无人驾驶的龙货运飞船的任务，以及根据商业再供应服务合同签订的与美国航天局合同中的的第四次SpaceX任务。飞船带来了空间站的设备和用品，其中包括第一台在太空中进行测试的3D打印机，一个用于测量地球上风速的设备以及从该站发射的小型卫星。它还为国际空间站的长期研究带来了20只小鼠。

## 发射历史

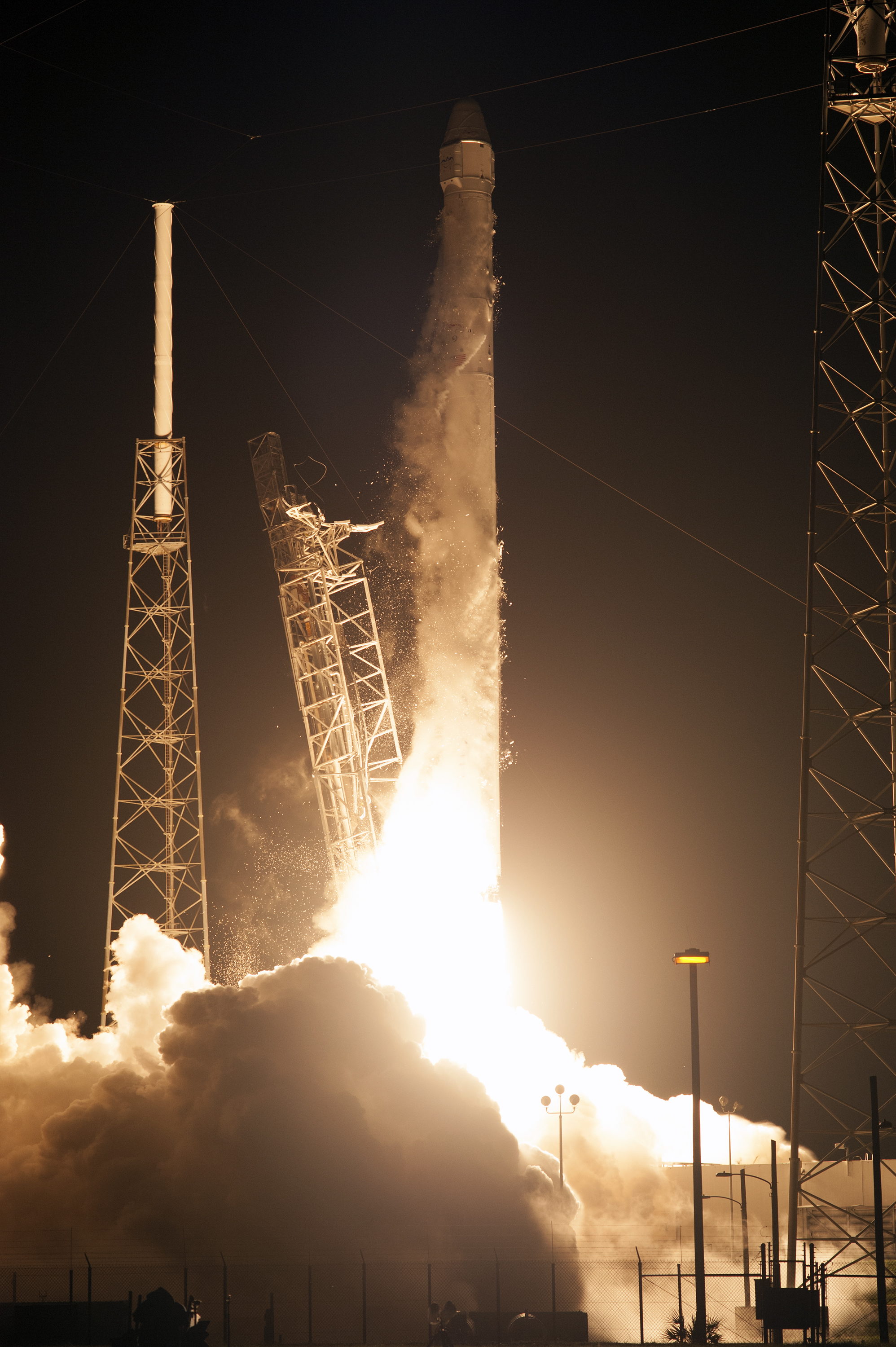
起飞的美CRS-4上一个猎鹰9火箭月21日至2014年

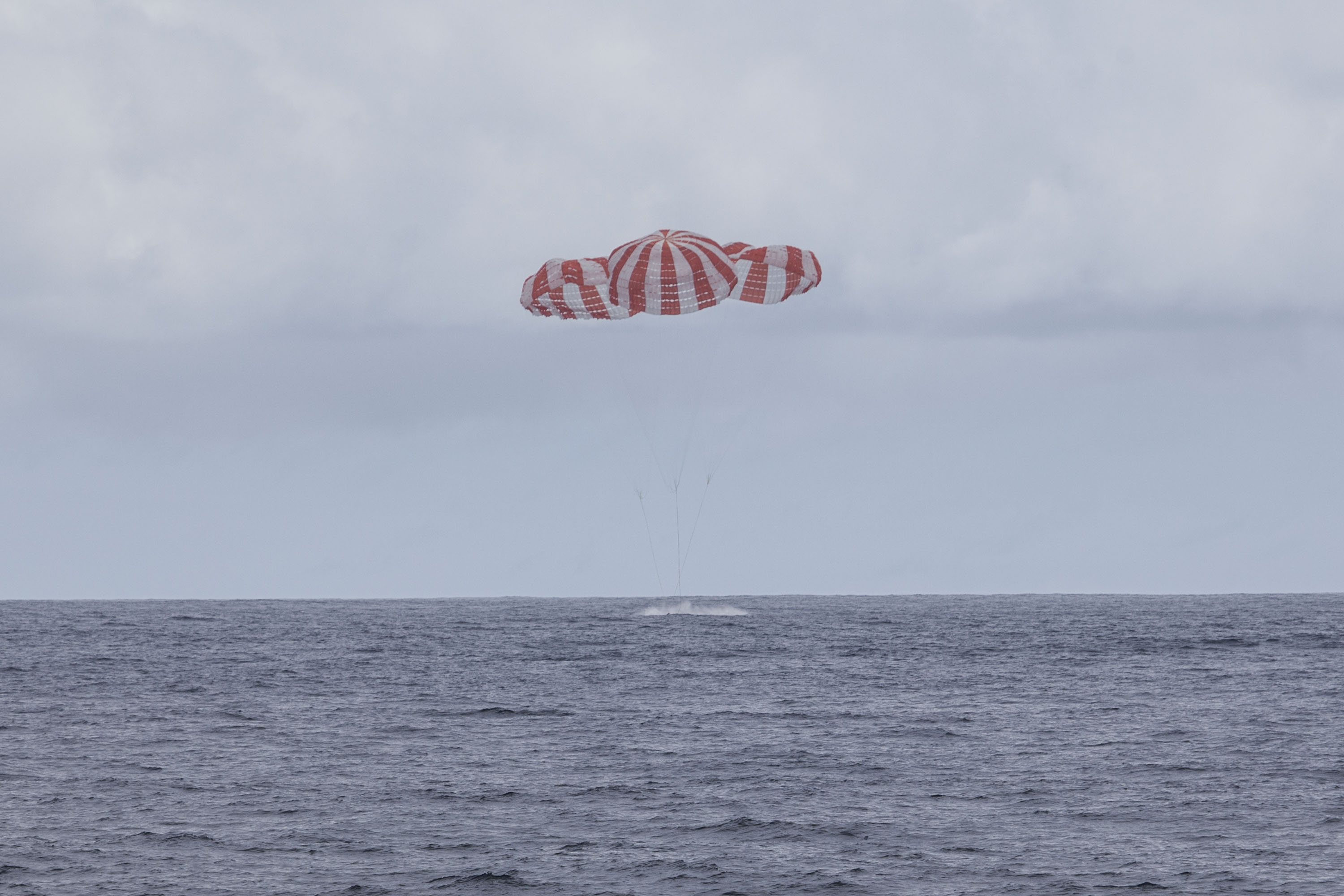
龙囊溅落在太平洋月25日至2014年

## 主要有效载荷
NASA签订了CRS-4任务合同，因此确定了主要有效载荷，发射日期/时间和目标轨道参数。有效载荷包括4,885磅货物，其中包括1,380磅宇航员用品。这些货物包括ISS-RapidScat，这是一种散射计，旨在通过在海洋表面反射微波以测量风速来支持天气预报，该风速作为外部有效载荷发射，并附在车站哥伦布实验室的末端。 CRS-4还包括用于轨道有效载荷系统的空间站综合动能发射器（SSIKLOPS），它将提供另一种方式从国际空间站发布其他小型卫星。此外，CRS-4还为该站运送了一个新的永久性生命科学研究设施：由Techshot开发的骨密度计（BD）有效载荷，它提供了国际空间站上的骨密度扫描能力，供NASA和提高空间科学（CASIS）。该系统使用双能量X射线吸收测定法（DEXA）测量小鼠中的骨矿物质密度（以及瘦和脂肪组织）。